# تود ديفيس (لاعب كرة قدم أمريكية)
تود ديفيس (بالإنجليزية: Todd Davis)‏ هو لاعب كرة قدم أمريكية أمريكي، ولد في 17 مايو 1992 في إنغليووود في الولايات المتحدة.

## وصلات خارجية
- تود ديفيس على موقع مرجع كرة القدم المحترفة.كوم (الإنجليزية)